# Transportin-3
Transportin-3‏ (Transportin 3) هوَ بروتين يُشَفر بواسطة جين Transportin-3 في الإنسان.